# Alexandre Dufosset
Alexandre Dufosset, né le 24 août 1998 à Maubeuge (Nord), est un homme politique français. Membre du Rassemblement national, il est élu député du Nord en 2024.

## Biographie

### Études et formation
Alexandre Dufosset naît le 24 août 1998 à Maubeuge. Après une formation agricole à la maison familiale rurale de Haussy, il se réoriente vers un baccalauréat relation clients puis un BTS management, en alternance à la SNCF. Collaborateur de Sébastien Chenu, vice-président du Rassemblement national et député du Nord, il devient son chef de cabinet en 2022.

### Parcours politique
Conseiller municipal d'Aulnoy-lez-Valenciennes et conseiller régional des Hauts-de-France, il se porte candidat pour les élections législatives de 2024 dans la 18e circonscription du Nord (couvrant l'ouest du Cambrésis), où la candidate naturelle du RN, Mélanie Disdier, ne se représente pas après son élection au Parlement européen, trois semaines avant le scrutin. Cette candidature est critiquée par plusieurs élus locaux qui dénoncent un « parachutage ». À la surprise générale, Alexandre Dufosset est élu dès le premier tour avec 52,51 % des suffrages exprimés. Il annonce alors son intention de quitter ses fonctions de conseiller municipal mais de conserver son siège au sein du conseil régional des Hauts-de-France.